# Винтер
Винтер (от литовски vénteris – риболовен кош  от върбови клонки), също : (на руски -кубырь, куток, мерёжа, вятель, фитиль, крылена, крылач, жак) е риболовен капан.

## Описание
Винтер е цилиндрична мрежа, опъната върху дървени или железни обръчи. Първият, входен обръч най-често има формата на арка, в долните краища на която са фиксирани малки тежести, за по-стабилно положение. Задният му край,  през които се изважда рибата, се връзва и прикрепя към нещо, например към храст или най-често към специално забит кол. Във всеки обръч (или само в предния, в зависимост от размера) се вкарва мрежов конус  който задържа влязлата риба.
В България винтерите са забранени за спортен риболов.